# 小行星117032
小行星117032（117032 Davidlane）是一颗绕太阳运转的小行星，为主小行星带小行星。该小行星于2004年5月发现。
該小行星以加拿大業餘天文學家大衛·J·朗恩命名。

## 轨道参数
小行星117032的轨道半长轴为405 804 526 km，2.7125971 UA，离心率为0.142。